# Grumium
Grumium eller Xi Draconis (ξ Draconis, förkortat Xi Dra, ξ Dra) som är stjärnans Bayerbeteckning, är en stjärna belägen i södra delen av stjärnbilden Draken. Den har en skenbar magnitud på +3,75 och är väl synlig för blotta ögat. Med stjärnans beräknade avstånd minskar den skenbara magnituden med 0,03 genom skymning orsakad av mellanliggande gas och stoft. Baserat på parallaxmätning inom Hipparcosuppdraget på ca 33 mas, beräknas den befinna sig på ett avstånd av 112,5 ljusår (34,5 parsek) från solen.

## Nomenklatur
Xi Draconis har det traditionella namnet Grumium (eller Genam). År 2016 organiserade Internationella astronomiska unionen en arbetsgrupp för stjärnnamn (WGSN) med uppgift att katalogisera och standardisera riktiga namn för stjärnor. WGSN fastställde namnet Grumium för denna stjärna den 12 september 2016 och detta är nu inskriven i IAU:s Catalog of Star Names.
Grumium, tillsammans med Beta Draconis (Rastaban), Gamma Draconis (Eltanin), My Draconis (Erakis) och Ny Draconis (Kuma) utgjorde Al'Awāïd, "Kamelstona", som senare kom att kallas Quinque Dromedarii.

## Egenskaper
Grumium är en orange till röd jättestjärna av spektralklass K2 III. Den har en massa som är 1,5 gånger större än solens och en radie som är 12 gånger solens radie. Den utsänder från sin yttre atmosfär ca 50 gånger mer energi än solen vid en effektiv temperatur på 4 445 K.